# Mobile Revelers 2002-2003
La stagione 2002-03 dei Mobile Revelers fu la 2ª e ultima nella NBA D-League per la franchigia.
I Mobile Revelers arrivarono secondi nella NBA D-League con un record di 26-24. Nei play-off persero la semifinale con i North Charleston Lowgators (2-0), vincendo poi il titolo battendo nella finale i Fayetteville Patriots (2-1).

## Roster
| N° | Naz.                   | Ruolo | Sportivo          | Anno | Alt. | Peso |
| -- | ---------------------- | ----- | ----------------- | ---- | ---- | ---- |
|    | Stati Uniti (bandiera) | GA    | Bobby Simmons     | 1980 | 201  | 95   |
|    | Stati Uniti (bandiera) | G     | Aaron Owens       | 1974 | 191  | 86   |
|    | Stati Uniti (bandiera) | G     | Sean Colson       | 1975 | 183  | 79   |
|    | Stati Uniti (bandiera) | G     | Rafer Alston      | 1976 | 188  | 78   |
|    | Stati Uniti (bandiera) | G     | Jeremy Veal       | 1976 | 191  | 84   |
|    | Stati Uniti (bandiera) | G     | Teddy Dupay       | 1979 | 178  | 81   |
|    | Stati Uniti (bandiera) | A     | Joe White         | 1979 | 206  | 111  |
|    | Stati Uniti (bandiera) | G     | Joe Marshall      | 1979 | 188  | 91   |
|    | Stati Uniti (bandiera) | C     | Jermaine Williams | 1979 | 208  | 102  |
|    | Stati Uniti (bandiera) | G     | Geno Carlisle     | 1976 | 191  | 82   |
|    | Stati Uniti (bandiera) | A     | Jamario Moon      | 1980 | 203  | 93   |
|    | Stati Uniti (bandiera) | G     | Larry Reid        | 1980 | 183  | 77   |
|    | Stati Uniti (bandiera) | C     | Corey Sanders     | 1979 | 211  | 98   |
| 4  | Stati Uniti (bandiera) | G     | Rod Grizzard      | 1980 | 203  | 91   |
| 16 | Stati Uniti (bandiera) | G     | Gerald Walker     | 1973 | 185  | 86   |
| 21 | Stati Uniti (bandiera) | G     | Shea Seals        | 1975 | 196  | 95   |
| 22 | Stati Uniti (bandiera) | G     | Isaac Fontaine    | 1975 | 193  | 95   |
| 30 | Stati Uniti (bandiera) | A     | Derek Hood        | 1976 | 203  | 101  |
| 33 | Stati Uniti (bandiera) | A     | Eugene Edgerson   | 1978 | 198  | 108  |
| 45 | Stati Uniti (bandiera) | A     | Cedric Henderson  | 1975 | 201  | 98   |
| 52 | Stati Uniti (bandiera) | C     | Ernest Brown      | 1979 | 213  | 111  |

## Staff tecnico
- Allenatore: Sam Vincent
- Vice-allenatore: Dell Demps
- Preparatore atletico: Janece Risty